# Guttulamia
Guttulamia is een kevergeslacht uit de familie van de boktorren (Cerambycidae). De wetenschappelijke naam van het geslacht werd voor het eerst geldig gepubliceerd in 1959 door Dillon & Dillon.

## Soorten
Guttulamia is monotypisch en omvat slechts de volgende soort:
- Guttulamia aurigutta (Jordan, 1903)